# دهستان نورآباد (مبارکه)
دهستان نورآباد نام دهستانی در بخش گرکن جنوبی شهرستان مبارکه، استان اصفهان در ایران است.

## جمعیت
براساس سرشماری مرکز آمار ایران در سال ۱۳۸۵، جمعیت آن ۹۸۲۸ نفر (۲۵۱۵ خانوار) بوده‌است.